# Barry Nelson
Robert Haakon Nielsen (San Francisco, 16 de abril de 1917 - Bucks County, 7 de abril de 2007) fue un actor estadounidense principalmente conocido por ser el primer actor en interpretar a James Bond en la película de televisión Casino Royale de 1954. También interpretó a Stuart Ullman en la famosa película El resplandor. Se licenció en la Universidad de Berkeley en 1941. El 7 de abril de 2007 falleció durante un viaje que hizo a Pensilvania.